# 内閣官房長官
内閣官房長官（ないかくかんぼうちょうかん、英: Chief Cabinet Secretary）は、日本の内閣官房の長官。

## 職務

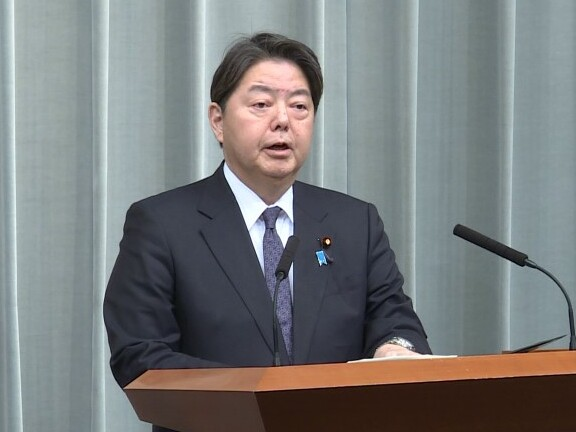
内閣官房長官の記者会見の様子

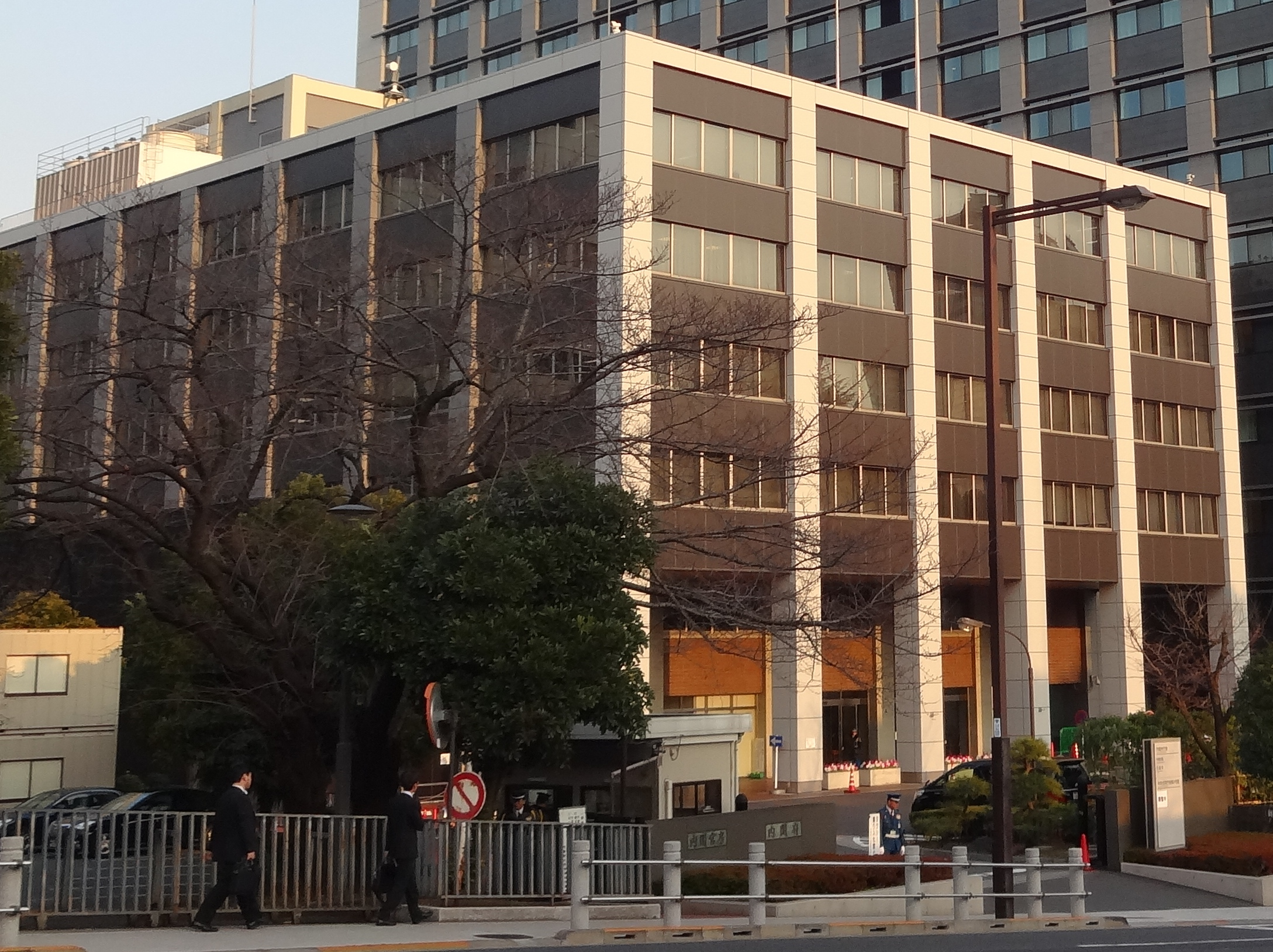
内閣官房の入居する内閣府庁舎

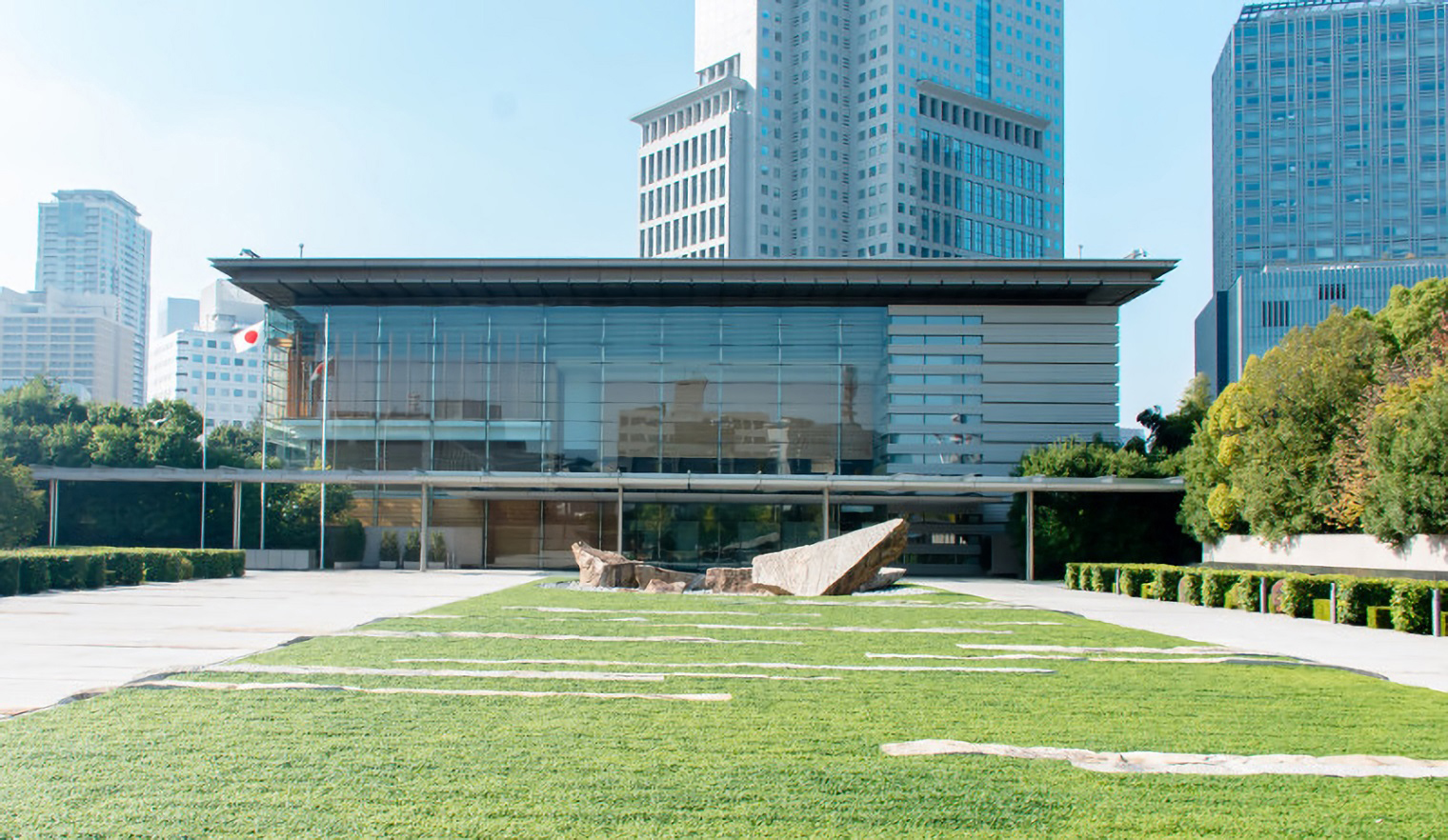
内閣官房長官が執務する内閣総理大臣官邸

内閣官房は、内閣の補助機関であり、内閣総理大臣を直接補佐および支援する機関として、閣議事項の整理、内閣の庶務、行政各部の施策の総合調整、内閣の重要政策に関する情報の収集調査などを所管している。内閣官房長官は、この内閣官房の事務を統轄し職員の服務につき統督することとされており、国務大臣をもって充てられる。
内閣官房の事務は行政府のほぼすべての領域に及びうる為、それを統括する官房長官の職務も極めて広範囲に渡りうる。今日の官房長官が果たしている特に重要な機能として、以下のようなものが挙げられる。
1. 内閣の諸案件について行政各部の調整役。
2. 同じく諸案件について、国会各会派（特に与党）との調整役。
3. 内閣の取り扱う重要事項や、様々な事態に対する政府としての公式見解などを発表する「政府報道官」（スポークスパーソン）としての役割。

執務室は総理大臣官邸5階にあり、特別職の国家公務員である国務大臣秘書官1人が割り当てられているほか、各省庁からの出向者が秘書官事務取扱として複数名割り当てられる。また希望に応じて特別職の大臣補佐官1人を補佐に当たらせることが出来る。閣議では進行係を務める。
このほか、内閣府設置法8条で大臣委員会及び特命担当大臣の所掌部署を除く内閣府の事務の総括整理も担当することとされており、具体的には内閣府大臣官房、宮内庁、賞勲局、国際平和協力本部、官民人材交流センター、再就職等監視委員会のほか、現在は拉致被害者支援なども担当している。
官邸敷地内に内閣官房長官公邸が2002年（平成14年）3月から設置されており、2015年時点まで緊急事態が発生した場合に官房長官が宿泊して迅速に対応する場合などに活用してきた例はあるが、常住施設としては使われたことがない。

## 概要
内閣官房長官は、「総理の右腕」や「内閣の要」とも呼ばれ、重大な懸案の解決に当たっては官房長官の調整能力が成否を分けるとされる重要度の高いポストである。組閣の際には、通常真っ先に任命される。
戦前の内閣書記官長に相当し、現憲法下では当初天皇の認証対象とならない非認証官であったが、1963年（昭和38年）に当時の池田勇人首相が、首相の意を受けて大臣に指示するには大臣と同格にする必要があると判断し、第2次池田第2次内閣時代の同年6月11日から認証官となった。それまでは形式上は大臣より格下ポストだったのが、ようやくここで完全な大臣待遇となった。テレビを通じて露出が顕著であり、毎日の記者会見がテレビを通じて伝えられ、政権の顔となっている。現在では実質的内閣ナンバー2と見なされる事も多い。
将来の首相候補者の登龍門的なポストとして、また小回りのきく実務能力を重視して比較的年若い有望株を充てることもあれば、国会や官庁に睨みのきく政策調整能力を重視してベテランの大物政治家が就任することもある。いずれにせよ、首相側近の政治家が就任するのが通例である。かつての自由民主党政権では総裁派閥から起用されることが慣例化しており、中曽根内閣で他派の後藤田正晴が任命された際には異例のこととされた。その後は総裁派閥以外からの起用も複数ある。連立政権では首相の所属政党からの起用が多いが、細川内閣では他党の武村正義が起用されている。
報道において、「政府首脳」という言葉は慣例的に内閣官房長官を指す。これは取材記者との懇談など公式ではない発言（オフレコ）などについて用いられる表現である。また、国政の運営上必要な場合、内閣官房報償費を内閣官房長官の判断で支出できる。
2000年（平成12年）4月以降は内閣総理大臣臨時代理予定者を5人指定する慣例があるが、内閣官房長官は第1位もしくは第2位に指定されている。内閣官房長官以外の国務大臣が第1位に指定された場合、その国務大臣は副総理と呼ばれるが、内閣官房長官の場合は特に副総理とは呼ばれない。なお、それ以前の内閣総理大臣臨時代理予定者を必ずしも指定しなかった時代において指定された者は、内閣官房長官であっても副総理と呼ばれていた。
外遊を含め出張の多い首相に代わり危機管理を担当するため、1時間以内に官邸入りできる体制が望ましいとされており、東京から離れることがほとんどできない。また、内閣官房長官が東京から離れる場合には、行政府の最高責任者である内閣総理大臣が東京にいることが望ましいとされている。内閣総理大臣と内閣官房長官が同時に東京を離れる事態は異例と報道されることがあるが、その場合は内閣官房副長官が東京にいて危機管理を担当することになる。

## 補佐職
内閣官房長官を補佐する職として次のような官職が置かれている。括弧内は根拠条文、内閣法を法と略称。
- 内閣官房副長官3人（法第14条）※認証官
- 国家安全保障局長（法第17条第3項）
- 内閣危機管理監（法第15条）
- 内閣官房副長官補3人（法第18条）
- 内閣広報官（法第19条）
- 内閣情報官（法第20条）
- 内閣総務官（内閣官房組織令第2条第2項）
- 内閣府大臣補佐官1人（内閣官房長官は内閣府の事務の総括整理も担うことから希望に応じて設置できる）

## 沿革
- 1879年3月12日 - 太政官の「内閣」に内閣官房長官の前身である内閣書記官長が初めて設置され、下僚として大書記官、少書記官が置かれる。
- 1885年12月22日 - 内閣制度の発足とともに正式の常設職となる。
- 1890年6月30日 - 内閣所属職員官制の公布により、内閣所属の勅任官とされ、職掌が定められる。当時の職掌は「命ヲ内閣総理大臣ニ承ケ機密ノ文書ヲ管掌シ閣内ノ庶務ヲ統理シ及属以下ノ任免ヲ専行ス（内閣総理大臣の命令により機密文書を管理し、内閣の事務を監督し、内閣所属の判任以下の職員の人事権を執行する）」ものとされた。
- 1898年10月22日 - 内閣所属各局の局長に対する書記官長の指揮権が命令権に改められる。
- 1924年12月20日 - 内閣所属職員官制が全面改正され、書記官長直属の部局が内閣官房に改組。また、職掌に「内閣総理大臣ヲ佐ケ」が加わり、内閣総理大臣の補佐が明文化される。
- 1947年5月3日 - 日本国憲法の施行に伴い、それまでの内閣書記官長を廃し、後継の職として、行政官庁法に基づく内閣官房長官が設置される。国務大臣の補職ではなかったため、国務大臣である者を内閣官房長官とする場合は「内閣官房長官に兼ねて任命する」との辞令表記となる。国務大臣でない者の場合の辞令は「内閣官房長官に任命する」。
- 1949年6月1日 - 行政官庁法の失効に伴い、内閣法に基づく職となる。国務大臣をもって充てることができる旨が同法に明記されたため、その場合は「内閣官房長官を命ずる」との辞令表記となる。国務大臣でない者の場合は以前と同様「内閣官房長官に任命する」。
- 1963年6月11日 - 当時の池田勇人首相の指示により[11]、内閣法が一部改正され、条件付きの認証官となる[11]。国務大臣である者が内閣官房長官となる場合は国務大臣としての認証を受け、国務大臣でない者が内閣官房長官となる場合は内閣官房長官としての認証を受ける。
- 1966年6月28日 - 内閣法の一部改正により、内閣官房長官は国務大臣をもって充てることとなる（単独の認証官ではなくなった）。
- 1984年7月1日 - 総務庁の設置に伴い、内閣官房に加えて総理府（大臣庁等を除く）の総括整理をも担当することとなる。
- 2000年4月5日 - 複数の発令方法があり不備が指摘されていた内閣総理大臣臨時代理予定者の指定が、組閣時に第5順位まであらかじめ発令する方式に改められ、原則として内閣官房長官たる国務大臣がその第1順位に指定されることとなる。
- 2001年1月6日 - 中央省庁再編に伴い、総理府に引き続き内閣府（大臣庁等を除く）の総括整理を担当することとなる。

## 内閣官房長官の一覧
「歴代の内閣官房長官」を参照。

## 内閣官房長官表彰
内閣官房長官は、内閣官房の所管する業務に対する国民の功労に対して、「内閣官房長官表彰」（内閣官房長官賞、内閣官房長官感謝状を含む）を行っている。これは「内閣総理大臣表彰」に準ずるもので男女共同参画や青少年健全育成に関する功労者などに授与されている。また、交通安全協会の標語やコンテストなどで内閣官房が共催、後援しているものについては内閣官房長官賞を授与している。また、これ以外に世界で活躍したオリンピック選手などに「内閣官房長官感謝状」を贈呈するなどの例もある。

## 記録
| 記録名               | 記録 |
| -------------------- | --- |
| 最年少就任記録       | 42歳 石田博英 |
| 最年長就任記録       | 72歳 野中広務 |
| 連続最長在任記録     | 2,822日（7年8か月）菅義偉                                                                                           |
| 通算最長在任記録     | 2,822日（7年8か月）菅義偉                                                                                           |
| 最短在任記録         | 16日間 山下徳夫 |
| ２つの内閣続けて就任 | - 石田博英(石橋内閣～岸内閣) - 青木幹雄(小渕内閣～森内閣) - 福田康夫(森内閣～小泉内閣) - 林芳正(岸田内閣～石破内閣) |

## 辞任
内閣の要である官房長官が辞任するのは異例であるが、過去に5回あった。
- 福永健司（第31代） - 1967年6月、病気のため辞任。
- 山下徳夫（第51代） - 1989年8月、愛人との買春スキャンダルが発覚し就任から僅か16日で辞任。
- 中川秀直（第66代） - 2000年10月、第2次森内閣で女性問題などの疑惑が発覚し辞任。
- 福田康夫（第69代） - 2004年5月、第2次小泉内閣で国民年金保険料の未納問題で辞任。
- 松野博一（第86代） - 2023年12月、第2次岸田第2次改造内閣で所属する安倍派が政治資金パーティー収入の一部を裏金化していたことが発覚し辞任[21]。